# Cantonul Tuzla
Cantonul Tuzla este una dintre cele 10 unități administrativ-teritoriale de gradul I  ale statului  Bosnia și Herțegovina (Federația Bosniei și Herțegovinei). Are o populație de 611.500 locuitori. Reședința sa este orașul Tuzla.

## Comune

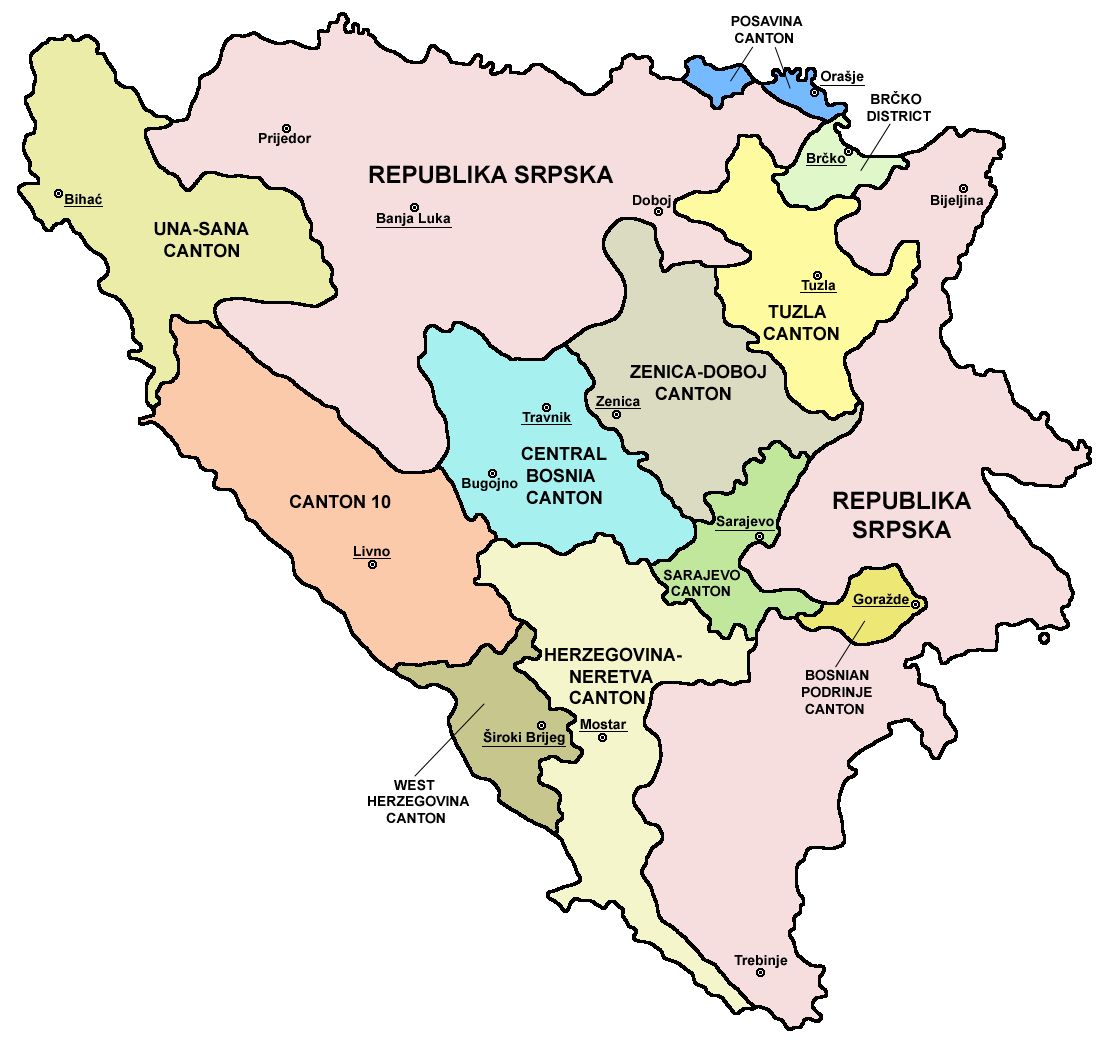
Cantoanele Bosniei și Herțegovinei

Cantonul Tuzla este format din următoarele comune urbane:
| Comună      | Populatia orașului | Populatia comunei |
| ----------- | ------------------ | ----------------- |
| Tuzla       | 74.457             | 110.979           |
| Živinice    | 16.157             | 57.765            |
| Gračanica   | 12.882             | 45.220            |
| Lukavac     | 12.061             | 44.520            |
| Srebrenik   | 6.694              | 39.678            |
| Gradačac    | 12.764             | 39.340            |
| Kalesija    | 2.039              | 33.053            |
| Banovići    | 6.432              | 22.773            |
| Kladanj     | 4.026              | 12.348            |
| Sapna       | 2.072              | 11.178            |
| Čelić       | 3.436              | 10.502            |
| Doboj Istok | 4.874              | 10.248            |
| Teočak      | 2.763              | 7.424             |
| Total       | 160.657            | 445.025           |